# Dungeon Hunter: Alliance
Dungeon Hunter: Alliance es un videojuego de rol de acción hack and slash desarrollado y distribuido por Gameloft en 2011. El juego es un remake del juego de iPhone de 2009 Dungeon Hunter, con la incorporación de un modo multijugador y el soporte del control PlayStation Move.

## Jugabilidad
El juego está ambientado en un universo de fantasía. Existen tres clases de personajes – mago, pícaro y guerrero – para atravesar más de 30 niveles en entornos que incluyen mazmorras, bosques y aldeas, que incluyen áreas generadas al azar. Las misiones simples se estiman que pueden durar 8 horas. Los jugadores pueden reiniciar su juego tras completar todas las misiones en el modo élite, el cual les permite subir hasta el nivel 75.
El modo multijugador admite hasta 4 jugadores en un mismo servidor. Los jugadores trabajarán juntos para completar la misión actual del jugador anfitrión, pero los jugadores que no se encuentren en esa misión en el modo de un jugador no podrán guardar su progreso, excepto sus ítems y la experiencia. Cada jugador tendrá asignado un color, y su personaje solo podrá recoger ítems de su mismo color, asegurando que cada jugador recibirá la misma cantidad de botín. A diferencia del modo de un jugador, cuando un personaje muera, los demás jugadores tendrán la chance de revivirlo, en lugar de tener que reiniciar el nivel completamente. Sin embargo, cuando todos los jugadores mueran, el nivel será reiniciado.

## Recepción
La versión de PlayStation 3 de Dungeon Hunter: Alliance recibió reseñas «medias», mientras que la versión de Vita recibió «reseñas generalmente desfavorables», de acuerdo con el sitio web agregador de reseñas Metacritic. La implementación del PlayStation Move fue criticada por no funcionar bien, la jugabilidad fue considerada bien implementada, pero genérica y anticuada. En su lanzamiento, la versión de PS3 tuvo problemas técnicos en el juego multijugador en línea, pero fue finalmente arreglado.
En Japón, donde el juego fue porteado bajo el nombre Dark Quest: Alliance (ダーククエスト〜Allianceアライアンス〜, Dāku Kuesuto 〜Araiansu), y lanzado para la PS3 el 13 de septiembre de 2011, y para la Vita el 17 de diciembre de 2011, Famitsu le dio al último un puntaje de 32 de 40.